# Escatol
El escatol o 3-metilindol es un compuesto orgánico blanco cristalino medianamente tóxico, derivado del indol el cual se encuentra naturalmente en el alquitrán de hulla y en las heces (es producido a partir de la metabolización del aminoácido triptófano por microorganismos en el tracto digestivo de los mamíferos). Tiene un fuerte olor característico de las heces; pero también se encuentra en bajas concentraciones en flores y aceites esenciales, incluido los de las flores de naranja, jazmín y Ziziphus mauritiana (por lo que así se lo identifica como floral). Se emplea como fragancia y fijador en muchos perfumes y como un compuesto aromático. Su nombre deriva de la raíz griega σκατός- (skato-), que significa excremento (de lo cual se deriva el calificativo escatológico), y fue descubierto en 1877 por el médico alemán Ludwig Brieger (1849-1919).